# 宣道會陳瑞芝紀念中學

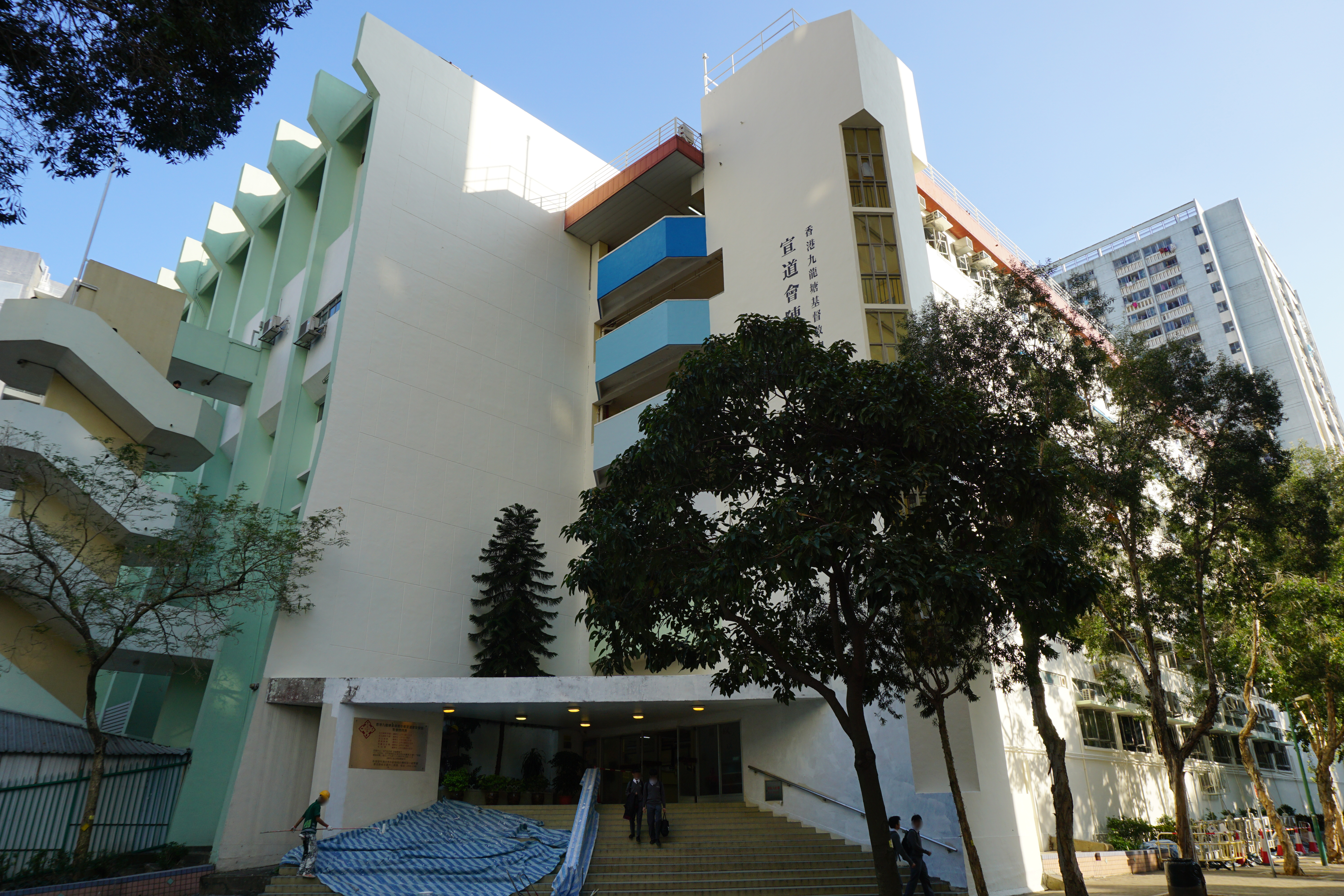
翻油後的校舍東北面

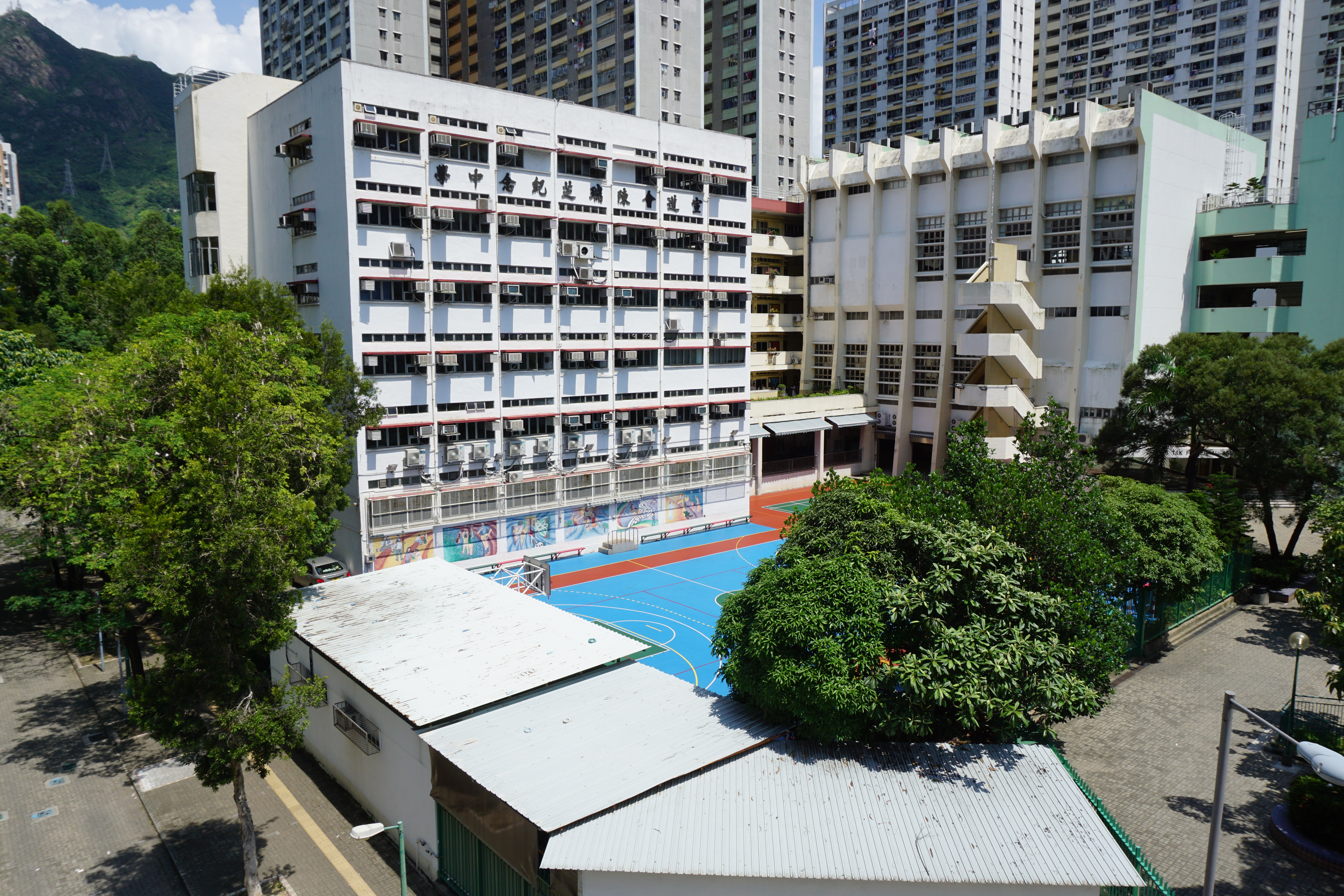
翻油前的校舍東南面

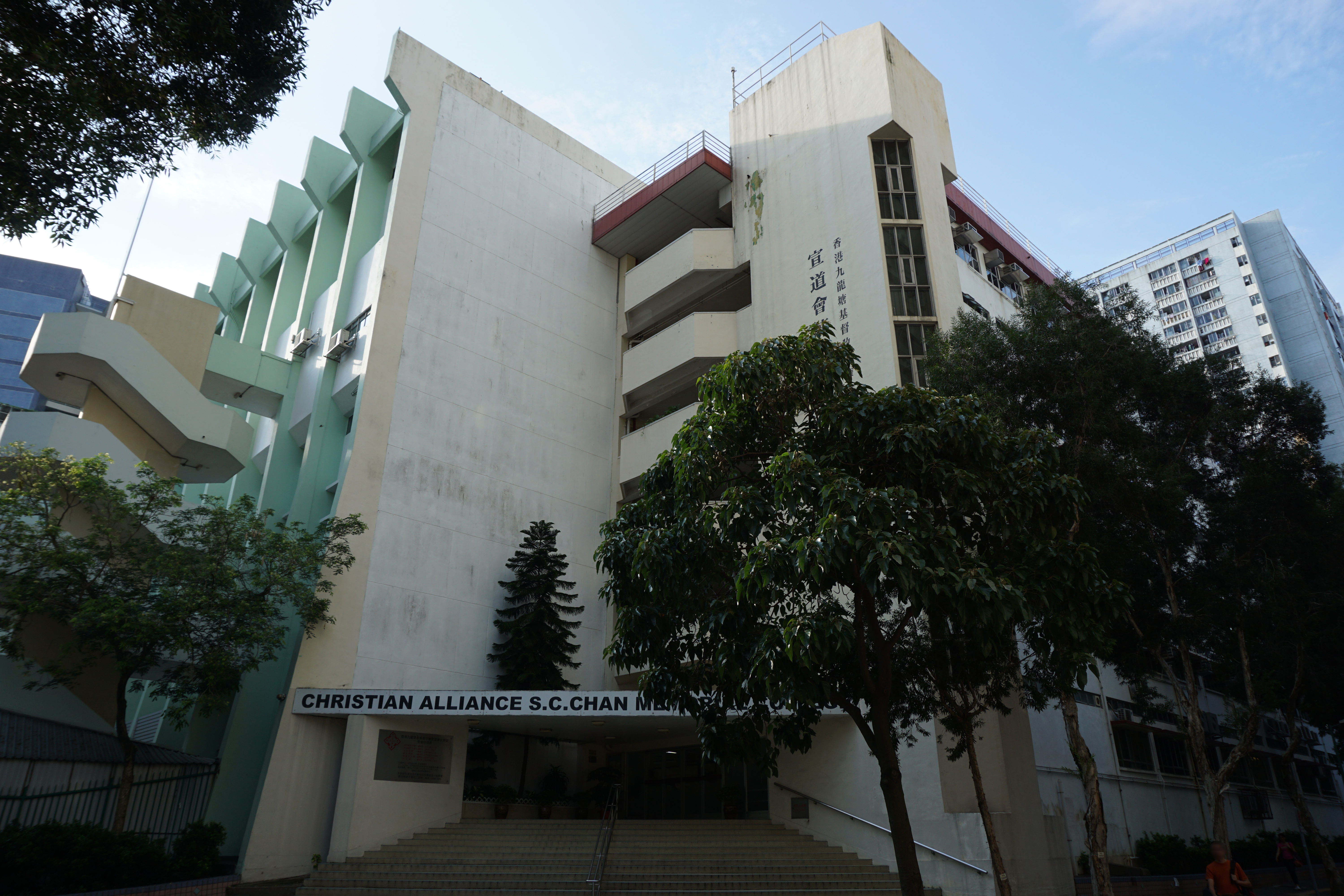
翻油前的校舍西北面

香港九龍塘基督教中華宣道會陳瑞芝紀念中學（英語：Christian Alliance S C Chan Memorial College，簡稱：CASCCMC、SCC、陳瑞芝）是一所受政府資助的香港全日制男女英文中學，於1980年香港九龍塘基督教中華宣道會所創立。校舍位於新界屯門友愛邨。

## 歷史
此校於1979年由香港九龍塘基督教中華宣道會教育部申辦，至同年11月獲批，並於翌年創校，於當年9月1日正式開學，創校校長為羅康先生。當時校舍尚未落成，學校暫借救世軍三聖邨劉伍英學校上課，直至1981年4月26日遷入友愛邨永久校舍，沿用至今。

## 辦學宗旨
香港九龍塘基督教中華宣道會陳瑞芝紀念中學的辦學宗旨，是以聖經的教訓作為教育的基礎，引導學生明辨是非，追尋知識及真理，啟發智慧，注重德、智、體、群、美、靈均衡的發展。幫助學生建立正確的人生觀，培養高尚的情操，掌握生活技能，提高思辨能力和學科知識，培育學生成為社會上良好的公民與優秀的人才。
該校主張瑞芝人（就讀於該校學生的稱呼）應擁有以下特質：
- 彬彬有禮（Courteous）
- 堅毅自信（Assertive）
- 勤奮好學（Studious）
- 認真盡責（Conscientious）
- 顧及他人（Considerate）
- 積極進取（Motivated）
- 效法基督（Christlike）

## 教師
宣道會陳瑞芝紀念中學的教師均為基督徒。在2020至2021學年，57位教師（其中一位為外籍英語教師）中有19人擁有學士學位，38擁有碩士學位。
時任韋秀妍副校長、時任黃啟榮主任、時任黃順琪校長及時任雷保衛老師均由創校開始服務，其中雷保衛老師於2006-2007年度以健康為由已離任，而黃啟榮主任則於2010-2011年榮休。
2012年，服務學校多年的林家幸校長榮休，校長一職由黃順琪主任接任。
2014年，兼任化學科主任的余池光副校長榮休，副校長一職由物理科主任郭家輝主任接任。
2017年，張國威先生升任副校長。
2018年，兼任通識科主任的程韋秀妍副校長榮休。
2020年，由創校服務至今的黃順琪校長榮休，校長一職由郭家輝副校長署理；杜芷恩女士升任副校長。
2021年，校長一職由原迦密聖道中學校長陳凱茵女士接任；孫永康助理校長榮休。
2022年，杜芷恩副校長離任。

## 班級結構
學生約有780人。中一設有A、B、C、D、E班，共5個班別，中二至中六則設A、B、C、D班，共4個班別，每班約25–40人。初中（中一除外）成績較為優異的學生會被編至B或D班（坊間俗稱精英班）。新學制下，中四學生可按意願選科，選科依成績及學生意願在中三後選定。

### 教學語言
宣道會陳瑞芝紀念中學為香港114所使用英文作為教學語言的中學之一。除中國語文科、中國歷史科、中國文學科、普通話科、通識科、生活與社會科、公民及社會發展科及宗教科外，其餘所有科目均使用英文作為教學語言。

## 社別
直至2021–2022年度，宣道會陳瑞芝紀念中學校內共有4個社別。中一新生均會在學前隨機分配至其中一個社別。
四個社別的社名皆以新約聖經中四福音書命名，分別為：● 馬太社（英語：Matthew House）、● 馬可社（英語：Mark House）、● 路加社（英語：Luke House）、● 約翰社（英語：John House）

### 社際比賽
每年舉辦陸運會、水運會、社際常識問答、歌唱比賽等活動。

## 公開考試成績

### 香港中學會考狀元
香港九龍塘基督教中華宣道會陳瑞芝紀念中學是於歷屆的香港中學會考曾產出「10A狀元」的37間學校之一，共有1位。
1998年：10A狀元：黃永昌，獲香港校友會聯會獎學金，於加州大學洛杉磯分校修讀電腦科學與工程。

## 相關事件
2025年7月14日，其中一位副校長（郭家輝、張國威）要求一名15歲男學生自行拿剪刀或去髮型屋剪頭髮，學生拒絕並告知父親。7月15日，父親到校理論，爭執升級後報警。據知，學生與校方就頭髮長度糾纏3個月。

## 知名校友

### 演藝界
- 呂慧儀：香港無綫電視女演員及主持
- 何佩珉：香港無綫電視女演員（2010年中七畢業）
- 羅頌欣：香港有線電視特約主持人（2004年中五畢業）
- 練美娟：ViuTV節目主持同演員

### 政治界
- 邵家臻：已故前立法會議員（1989年中七畢業）

### 音樂界
- 許榮臻：香港指揮家

### 文化及新聞界
- 張慧慈：前香港有線電視、亞洲電視新聞主播及記者、前無綫電視藝員，現為作家及節目主持
- 梁綽殷：香港無綫電視新聞記者
- 梁思行：前香港無綫電視新聞記者、現為香港開電視新聞主播
- 胡恩晴：前樂視體育香港主持及記者、前東方報業集團旗下東網電視港超聯精華節目主持

### 資訊科技界
- 劉光曆：科啟學院創辦人

## 外部連結
- 宣道會陳瑞芝紀念中學 - 校網 （页面存档备份，存于）
- 宣道會陳瑞芝紀念中學 - 校友會 （页面存档备份，存于）
- 宣道會友愛堂 （页面存档备份，存于）